# Trond
Trond ist ein norwegischer männlicher Vorname altnordischer Herkunft mit der Bedeutung „groß werden und gedeihen“ oder „Mann aus Trøndelag.“

## Verbreitung
Der Name befand sich in Norwegen von 1945 bis 1991 in den Top-100 und zwischen 1953 und 1977 in den Top-20. In den anderen nordischen Ländern Dänemark und Schweden wird der Name hingegen eher selten vergeben. Trond kommt in Deutschland nur selten vor, von 2010 bis 2023 wurden etwa 20 Jungen so genannt. In der Schweiz tragen 17 Personen den Namen (Stand 2023). Seine Vergabe ist auch in Schottland, Nordirland, Kanada und den USA nachgewiesen.

## Namensträger
- Trond Andersen (* 1975), norwegischer Fußballspieler
- Trond Brænne (1953–2013), norwegischer Schauspieler und Schriftsteller
- Trond Arne Bredesen (* 1967), norwegischer Nordischer Kombinierer
- Trond Einar Elden (* 1970), norwegischer Nordischer Kombinierer und Skilangläufer
- Trond Fausa Aurvåg (* 1972), norwegischer Schauspieler
- Trond Giske (* 1966), norwegischer sozialdemokratischer Politiker
- Trond Helleland (* 1962), norwegischer Politiker
- Trond Iversen (* 1976), norwegischer Skilangläufer
- Trond Fredrik Ludvigsen (* 1982), norwegischer Fußballspieler
- Trond Nymark (* 1976), norwegischer Leichtathlet
- Trond Jøran Pedersen (* 1958), norwegischer Skispringer
- Trond Espen Seim (* 1971), norwegischer Schauspieler
- Trond Sollied (* 1959), norwegischer Fußballspieler und -trainer